# Ernst Dümmler
Ernst Ludwig Dümmler, född 2 januari 1830 i Berlin, död 11 september 1902 i Friedrichroda, var en tysk historiker. Han var far till Georg Ferdinand Dümmler.
Dümmler var från 1858 extra ordinarie och från 1866 ordinarie professor i historia vid universitetet i Halle an der Saale. Han blev 1875 ledamot av centraldirektionen för utgivandet av "Monumenta Germaniæ Historica" (såsom ledare för avdelningen "Antiquitates") och 1888 ordförande i denna direktion. Han utgav utöver sina bidrag till nämnda publikation bland annat Geschichte des ostfränkischen Reiches (1862-65) och Kaiser Otto der große (1876).